# リュシアン・ゴルドマン
リュシアン・ゴルドマン（Lucien Goldmann、1913年7月20日 - 1970年10月8日）は、ユダヤ系ルーマニア出自のフランスの哲学者・社会学者。独特のマルクス主義に基づく文学分析によって戦後フランスにおいて大きな影響力をもった。
1913年、ブカレスト生まれ。その後、ルーマニアのボトシャニに育つ。1959年以来11年にわたってパリの社会科学高等研究院(EHESS)で教え、1970年パリで急逝。

## 思想
ゴルドマンの学問的経歴はピアジェとルカーチの研究から始まる。1948年に彼はジャン・ピアジェの著作をフランス語からドイツ語に翻訳しており、翌1949年にはルカーチの著作数点を今度はドイツ語からフランス語に翻訳している。
ゴルドマンはまだフランスの左翼的知識人がマルクス主義の科学性を素朴に信奉していた1950年代・1960年代からマルクス主義の危機を論じ、危機を乗り越えるためにマルクス主義理論の大幅な刷新が必要であると主張した。旧来のマルクス主義のプロレタリアート観を排し、構造主義運動にも異を唱えた。ジャン・ピアジェやアラスデア・マッキンタイアはゴルドマンを絶賛し、「当時のマルクス主義者の中で最も繊細で最も優秀」と評している。とはいえ、左翼知識人の間で構造主義が大流行するにつれ、ゴルドマンの名前や著作が輝きを失っていったことは否めない。
ゴルドマンは未来を峻厳な歴史法則から導出されるものとして捉える当時のマルクス主義の主流的見解に異を唱え、パスカルが神の実在を信じたのと同様、一種の賭けとしてこの法則を捉えた。パスカルの『パンセ』とラシーヌの『フェードル』について行った名高い研究『隠れたる神』の中で彼はこう述べている。「一人ひとりがかかわりあうひとつの行為としての革命には、冒険と、失敗の可能性と、成功への希望が伴っている。しかし革命では、人々はみずからの人生を賭けるのである」。ゴルドマンはみずからの著作を「弁証法的」であり「ヒューマニズム」的であるとみなしていた。
ゴルドマンによる文学作品の分析は構造主義とマルクス主義的手法の合流点に位置すると共に、両者を超え出ている。文学作品は「世界観」の表現であるが、世界観とは常に集団が作りあげるものであって、個人が単独で作り出せるものではない。個人にできるのは世界観を意識化することにすぎない。
そうはいっても、文学作品を通じて世界観にかたちと首尾一貫した構造を与えることができるのは集団の中のごく限られた人々だけである。したがって文学作品は「超個人的な主体」の「世界観」の表現である。作者の個性は、「想像作品」の中に一貫した仕方でそれを定式化する手腕において表現される。
ゴルドマンによる歴史的唯物論のテーゼは以下の通り。「文学と哲学は異なった水準の世界観の表現なのである。そして……世界観は個人の所行ではなく社会的事実である」。さらにこうも述べている。「全ての文化的産物は個人的であると共に社会的な現象である。それが組み込まれている構造は、創作者の個性と、この個性を構造化する心的カテゴリーが産み出された社会集団の両方から構成されている。
ロラン・バルトは『エッセ・クリティック』の中でゴルドマンの分析を評して、「社会史と政治史をもとにして作り得る……もっとも豊かな批評」と述べている。

## 著作
- Mensch, Gemeinschaft und Welt in der Philosophie Immanuel Kants. Zürich : Europa, 1945. La Communauté humaine et l'univers chez Kant : études sur la pensée dialectique et son histoire. Paris : Presses universitaires de France, 1948.

三島淑臣・伊藤平八郎訳『カントにおける人間・共同体・世界--弁証法の歴史の研究』木鐸社, 1977年
- Sciences humaines et philosophie. Paris: PUF, 1952.

清水幾太郎・川俣晃自訳『人間の科学と哲学』岩波新書, 1959年
- Le dieu caché; étude sur la vision tragique dans les Pensées de Pascal et dans le théâtre de Racine. Paris: Gallimard, 1955.

山形頼洋・名田丈夫訳『隠れたる神』上下, 社会思想社, 1972-73年
- Jean Racine dramaturge. Paris : l'Arche, 1956.
- Recherches dialectiques. Paris: Gallimard, 1959.

川俣晃自訳『人間科学の弁証法』イザラ書房, 1971年
- Pour une sociologie du roman. Paris : Gallimard, 1964.

川俣晃自訳『小説社会学』合同出版, 1969年
- Sciences humaines et philosophie. Suivi de structuralisme génétique et création littéraire. Paris: Gonthier, 1966.
- Der christliche Bürger und die Aufklärung. Berlin : Luchterhand, 1968.

永井健晴訳『啓蒙精神と弁証法的批判--キリスト教徒のブルジョワと啓蒙』文化書房博文社, 2000年
- Marxisme et sciences humaines. Paris: Gallimard, 1970.

川俣晃自訳『人間の科学とマルクス主義』紀伊國屋書店, 1973年
- Structures mentales et création culturelle. Paris : Ed. Anthropos, 1970.
- Situation de la critique racinienne. Paris : l'Arche, 1971.
- La Création culturelle dans la société moderne. Paris : Denoel-Gonthier, 1971.

山路昭訳『全体性の社会学のために』晶文社, 1975年
- Lukács et Heidegger; fragments posthumes. Paris : Denoel-Gonthier, 1973.

川俣晃自訳『ルカーチとハイデガー--新しい哲学のために』法政大学出版局, 1976年

## 関連文献
- Lucien Goldmann ou la Dialectique de la totalité. Choix de textes de L. Goldmann, présentation, bibliographie par Sami Naïr et Michael Lowy. Paris : Seghers, 1973.
- Épistémologie et philosophie politique, Recueil de textes extraits de diverses revues et publications, 1950-1971. Paris : Denoël-Gonthier, 1978.

他の邦訳文献
- 「社会科学の方法について」, 『理想』1956年4月号
- 「構造主義・マルクス主義・実存主義」, 『現代の理論』1968年2月号
- 「自主管理についての討論--フランスの「5月」と自主管理論」, 『現代の理論』1974年11月号